# Infinite (wagen)
De Infinite is een Belgische zonnewagen, ontworpen en gebouwd door het Innoptus Solar Team. De wagen had een monohull constructie, en als bijzonderheid een uitschuifbare en draaibare vin, die werkte als een zeil op een zeilschip bij voldoend sterke zijwind.